# Yuxarı Uzunoba
Yuxarı Uzunoba è un comune dell'Azerbaigian situato nel distretto di Babək.